# فراس دیرانی
فراس دیرانی (زادهٔ ۱۹۸۴) بازیگر استرالیایی سینما و تلویزیون است. دیرانی در سال ۱۹۸۴ در سیدنی متولد شد و لبنانی‌الاصل است.

## فیلم‌شناسی

### سینما
| سال  | عنوان                                  | نقش             | یادداشت‌ها      |
| ---- | -------------------------------------- | --------------- | -------------- |
| ۲۰۰۰ | رنگ سیاه                               | علی             | فیلم‌های فیلم   |
| ۲۰۰۰ | گم شده                                 | جان ساڤیدز      | فیلم کوتاه     |
| ۲۰۰۱ | شوهرم، قاتل من                         | بوچ             | فیلم تلویزیونی |
| ۲۰۰۲ | تغییر                                  | جو تغییر کرد    | فیلم کوتاه     |
| ۲۰۰۵ | ادعای کوچک: عروسی سفید                 | پسر تحویل پیتزا | فیلم تلویزیونی |
| ۲۰۰۶ | سکوت                                   | آنتونی واسالیو  | فیلم تلویزیونی |
| ۲۰۰۶ | سرباز دریایی                           | رهبر القاعده    | فیلم‌های فیلم   |
| ۲۰۰۸ | بالون سیاه                             | راسل            | فیلم‌های فیلم   |
| ۲۰۰۸ | کسب و کار فاسد                         | استیوی          | فیلم‌های فیلم   |
| ۲۰۰۹ | ترکیب                                  | چارلی           | فیلم‌های فیلم   |
| ۲۰۱۱ | نخبگان قاتل                            | باکیت           | فیلم‌های فیلم   |
| ۲۰۱۲ | آخرین رقص                              | صدیق محمد       | فیلم‌های فیلم   |
| ۲۰۱۲ | در دریا                                | بروکلین تامپسون | فیلم کوتاه     |
| ۲۰۱۳ | تزار                                   | ادی             | فیلم کوتاه     |
| ۲۰۱۶ | خروجی هاکسا                            | ویتو رینیلی     | فیلم‌های فیلم   |
| ۲۰۱۶ | بچه اوسیریس: داستان علمی تخیلی جلد اول | کلارنس کارمل    | فیلم‌های فیلم   |
| ۲۰۱۷ | ! باد! باد                             | فلیکس هسک       | فیلم کوتاه     |
| ۲۰۱۹ | فرار و فرار                            | ویلز            | فیلم‌های فیلم   |

### تلویزیون
| سال     | عنوان                                     | نقش                        | یادداشت‌ها          |
| ------- | ----------------------------------------- | -------------------------- | ------------------ |
| ۱۹۹۸    | بیمارستان کودکان                          | مارک                       | ۱ قسمت             |
| ۲۰۰۰    | کارخانه سیب زمینی                         | دیوید سولومن               | ۴ قسمت             |
| ۲۰۰۲    | گلدان سفید آبی                            | نیک زینوپولوس              | ۱ قسمت             |
| ۲۰۰۳    | همهٔ مقدسین                                | جو مالوف                   | ۱ قسمت             |
| ۲۰۰۶    | قدرت رنجرز قدرت عرفانی                    | نیک راسل (رنجر سرخ عرفانی) | ۳۲ قسمت (رول اصلی) |
| ۲۰۰۷    | کک زدن                                    | آمین سلیم                  | ۱۳ قسمت            |
| ۲۰۰۷    | شرق غرب ۱۰۱                               | تالی                       | ۱ قسمت             |
| ۲۰۱۰    | کمر                                       | جان ابراهیم                | ۱۳ قسمت            |
| ۲۰۱۲    | تنگه‌ها                                    | گاری مونتبللو              | ۱۰ قسمت            |
| ۲۰۱۲–۱۷ | شوهران خانوادگی                           | جاستین                     | ۵۸ قسمت            |
| ۲۰۱۸    | ساندو                                     | کیون کینان                 | ۴ قسمت             |
| ۲۰۱۸    | آقای "انتربین"                            | داوروس                     | دو قسمت            |
| ۲۰۱۸    | نارنجی قهوه ای جدید است                   | زین                        | ۴ قسمت             |
| ۲۰۱۹    | رقص واقعی کثیف                            | خود                        | سریال تلویزیونی    |
| ۲۰۲۰    | SAS استرالیا: چه کسی جرأت می‌کند برنده شود | خود                        | ۱۰ قسمت            |